# 하우스메이드 (영화)
"하우스메이드"(영어: The Housemaid)는 2025년 개봉 예정인 미국의 심리 스릴러 영화이다. 폴 피그가 감독을 맡았으며, 프리다 맥파든의 동명 소설이 영화의 원작이다.